# Oliver Edwards
Oliver Edwards (30 janvier 1835 - 28 avril 1904) est un entrepreneur d'une entreprise de machines, un inventeur, un officier volontaire dans l'armée de l'Union pendant la guerre de Sécession.
Élevé à  Springfield, dans le Massachusetts, Edwards part en Illinois alors qu'il est un jeune homme pour poursuivre une carrière en tant que manager de fabrication. Au début de la guerre de Sécession, il devient adjudant du 10th Regiment Massachusetts Volunteer Infantry et, plus tard, aide de camp du brigadier général Darius N. Couch. À l'automne de 1862, il prend le commandement du 37th Regiment Massachusetts Volunteer Infantry en tant que colonel et dirige l'unité à travers de nombreuses batailles majeures, y compris la bataille de Gettysburg. Juste après Gettysburg, en juillet 1863, il est nommé au commandement d'une brigade provisoire envoyée pour soutenir des opérations de répression des émeutes de New York. Au cours de la campagne de l'Overland au printemps de 1864, il est nommé au commandement d'une brigade et, lors des campagnes de la vallée de 1864, il est brièvement placé au commandement d'une division du VI corps. Pour son service au cours de ces campagnes, Edwards reçoit un brevet de brigadier général et, plus tard, est promu brigadier général des volontaires. En 1866, il reçoit le brevet de major général des volontaires des États-Unis, avec une date de prise de rang au 5 avril 1865, pour son service au cours de la campagne d'Appomattox.
Après la guerre, Edwards retourne à sa carrière dans l'industrie manufacturière, notamment en tant que gestionnaire de la Florence Machine Company à Northampton, dans le Massachusetts et la Gardner Machine and Gun Company en Angleterre.

## Avant la guerre
Edwards naît à Springfield, dans le Massachusetts, en 1835, fils du Dr Elisha Edwards et d'Eunice Lombard Edwards. Dès le plus jeune âge, il a un fort intérêt pour la mécanique et, plutôt que de fréquenter le collège, il entre en apprentissage à la Springfield Armory. En 1856, à l'âge de 21 ans, Edwards part vers le Midwest américain pour établir sa propre fonderie, de s'installe finalement à Warsaw, dans l'Illinois. Là, il devient un partenaire dans une nouvelle fonderie connue comme la Neberling, Edwards et Co.

## Guerre de Sécession

### Adjudant, et aide-de-camp
Au début de la guerre de sécession en 1861, Edwards retourne au Massachusetts avec l'intention de s'enrôler comme soldat. Durant le mois de mai et au début de juin 1861, il recrute une compagnie d'hommes de Springfield qui devient une partie du 10th Massachusetts Infantry. Lors de l'incorporation dans le 10th Massachusetts, Edwards obtient commission d'officier en tant que premier lieutenant et est affecté en tant qu'adjudant - une fonction principalement administrative d'assistant du colonel Henry Shaw Briggs qui commande le régiment.
Edwards participe à peu d'action au cours de son service avec le 10th à l'automne 1861, le régiment étant principalement occupé avec la construction de fortifications dans les environs de Washington, DC à ce moment. En janvier 1862, le brigadier général Darius N. Couch, au commandement de la division à laquelle le 10th Massachusetts appartient, demande à Edwards d'être son aide-de-camp. Edwards occupe cette fonction administrative tout au long de la campagne de la Péninsule et la campagne de Virginie septentrionale, en aidant Couch dans la coordination des mouvements de sa division.

### 37th Massachusetts
Le 9 août 1862, Edwards est promu commandant et a rappelé à Pittsfield, dans le Massachusetts pour aider dans l'organisation du 37th Massachusetts Infantry. Comme le régiment est en train d'être organisé Edwards est promu colonel et commande le 37th Massachusetts. Le régiment arrive à Washington, DC au cours de la première semaine de septembre 1862. Ils sont rapidement rattachés à l'armée du Potomac, étant affecté à la deuxième brigade de la troisième division du VI corps.
Edwards a déjà participé à de nombreuses batailles, mais sa première expérience en tant que commandant au combat a lieu au cours de la bataille de Fredericksburg, le 13 décembre 1862. Son régiment joue un rôle mineur dans la bataille, cependant, puisque sa brigade est mise en réserve au cours de la bataille.
Au cours de la campagne de Chancellorsville, Edwards et le 37th Massachusetts prennent part à la deuxième bataille de Fredericksburg et à la bataille de Salem Church en mai 1863. Au cours de ce dernier combat, le 37th occupe de l'extrême gauche de la ligne de l'Union - une position exposée et dangereuse. Après la bataille, le major général John Sedgwick étend ses compliments au 37th pour avoir tenu le terrain.
Le 37th Massachusetts combat lors de la bataille de Gettysburg, en juillet 1863. Au cours de la troisième journée de combats, le 37th est affecté sur une nouvelle position sur la ligne de bataille et est en chemin lorsqu'un bombardement soutenu confédéré précédent la charge de Pickett commence. Contrairement à la plupart des régiments de l'Union qui se mettent à couvert lors du bombardement, le 37th est forcé de marcher vers leur nouvelle position pendant le bombardement, subissant de lourdes pertes. Edwards est crédité, cependant, en maintenant le régiment ensemble et  renforçant leur courage au cours de la dangereuse marche.

### Émeutes de la conscription de New York

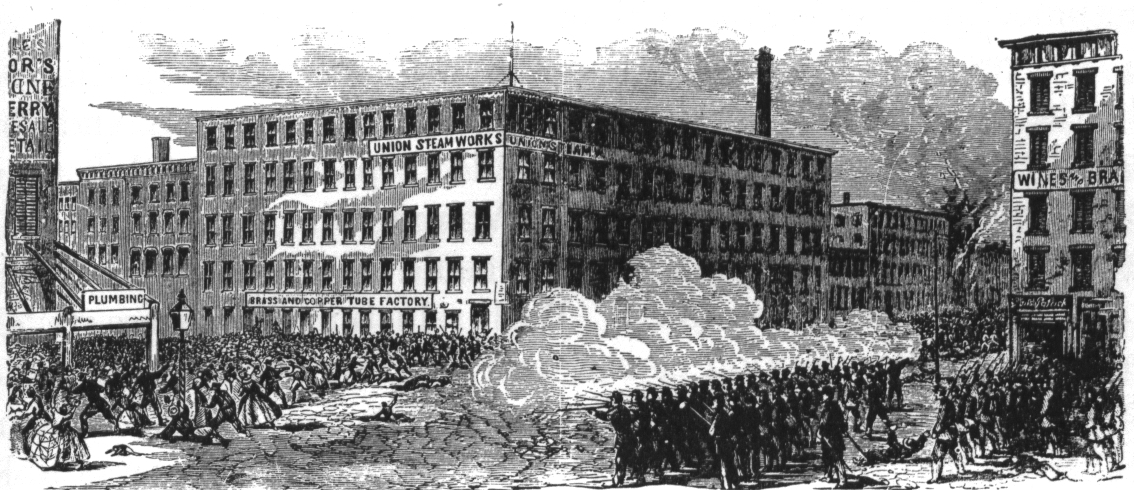
Les troupes fédérales tirent sur les manifestants de New York, 1863

Le 30 juillet 1863, le 37th Massachusetts est l'un du petit nombre de régiments de l'armée du Potomac prélevés pour servir à New York , dans le sillage des émeutes. Au moment où le 37th arrive à New-York, le pire des émeutes a pris fin, cependant, une forte présence de l'armée américaine est nécessaire pour maintenir la paix jusqu'en octobre 1863. Au cours de son temps à New York, Edwards commande une brigade stationnée à fort Hamilton à Brooklyn. Entendant que la présence de troupes du Massachusetts pourrait déclencher de nouvelles violences de la part des émeutiers, Edwards demande la permission de placer son régiment en évidence en tant que gardes à un bureau de l'émeute, avec l'intention de démontrer la bravoure de ses hommes face à des menaces. Malgré les rumeurs, la présence du régiment d'Edwards ne suscite aucune violence.

### Commandement de brigade
De retour dans l'armée du Potomac, en octobre 1863, le colonel Edwards et le 37th Massachusetts prennent part à la campagne de Mine Run puis s'installe dans le camp d'hiver avec le reste de l'armée du Potomac. Au printemps de 1864, le 37th est engagé dans la campagne de l'Overland, une série rapide de combats durs au cours de laquelle le lieutenant général Ulysse Grant tente de broyer l'armée confédérée et de capturer la capitale de la Confédération, Richmond.
Au cours de la bataille de la Wilderness , le 6 mai 1864, Edwards reçoit l'ordre de mener le 37th Massachusetts dans une charge dangereuse pour vérifier une progression confédérée et couvrir la retraite de la division du brigadier général James S. Wadsworth. Edwards mène en avant le 37th alors qu'ils nettoient 820 mètres (900 yards) de terrain, seulement pour être encerclé par les confédérés. La retraite du régiment est ordonnée, sous un feu constant sous la direction d'Edwards, néanmoins, le régiment subit 25 % de pertes au cours de l'engagement.
Après avoir participé à la bataille de Spotsylvania, Edwards est promu au commandement de la quatrième brigade de la deuxième division du VI corps. Edwards commande cette unité pendant le reste de la campagne de l'Overland, y compris aux engagements de la bataille de North Anna et de la bataille de Cold Harbor.

Le major général Phil Sheridan ralliant des troupes lors de la bataille de Opequon, au cours de laquelle Edwards reçoit une promotion

Après la fin de la campagne de l'Overland, en juillet 1864, la brigade d'Edwards, la brigade est réorganisée et devient la troisième brigade de la première division du VI corps. Les trois divisions du VI corps sont ensuite transférées au commandement du major général Philip Sheridan dans la vallée de la Shenandoah et prennent part aux campagnes de la vallée à l'été et l'automne 1864.
Le point tournant dans cette campagne pour l'armée de l'Union survient au cours de la bataille d'Opequon à Winchester, en Virginie, le 19 septembre 1864. Au cours de cet engagement, Edwards est temporairement promu au commandement de la première division du VI corps et est performant, gagnant l'attention du major général Sheridan. Par la suite, Sheridan nomme Edwards commandant de Winchester. Le 12 décembre 1864, le président Abraham Lincoln nomme Edwards pour l'attribution du brevet de brigadier général des volontaires, avec une date de prise de rang au 19 octobre 1864, pour acte de bravoure à la bataille de Spotsylvania et à la bataille d'Opequon (troisième bataille de Winchester). Le sénat américain confirme la nomination le 14 février 1865. Lorsque Sheridan s'engage dans son offensive vers le sud à travers la vallée de la Shenandoah, en octobre 1864, il demande à Edwards de devenir son prévôt marshall général. Cependant, Edwards préfère garder le commandement de sa brigade et retourner dans l'armée du Potomac.
Edwards et sa brigade retourne dans l'armée du Potomac au milieu du long siège de Petersburg. Lors de la troisième bataille de Petersburg , le 2 avril 1865, la brigade d'Edwards est la première unité de l'Union a percer les ouvrages confédérés à l'extérieur de Petersburg. Après l'évacuation des fortifications par les Confédérés, Edwards reçoit personnellement la reddition de la ville du maire de Petersburg.
Le 19 mai 1865, le président Andrew Johnson nomme Edwards au grade de brigadier général des volontaires, avec une date de prise de rang au 19 mai 1865. Toutefois, le président ne présente pas la nomination d'Edwards pour la promotion au sénat américain avant le 13 janvier 1866. Bien qu'Edwards quitte le service actif des volontaires le 15 janvier 1866, le sénat confirme la promotion, le 23 février 1866. Le 9 juillet 1866, le président Andrew Johnson propose Edwards pour l'attribution du brevet de major-général des volontaires, avec une date de prise de rang au 5 avril 1865, pour la capture du lieutenant-général confédéré Richard S. Ewell, le major général Custis Lee, (fils de Robert E. Lee), qui a été capturé par David Dunnels White du 37th Massachusetts Regiment, qui faisait partie du commandement d'Oliver Edwards, et de toute une brigade de soldats confédérés lors de la bataille de Sayler's Creek, en Virginie, au cours de la campagne d'Appomattox. Le sénat américain confirme la nomination le 23 juillet 1866.
Après la fin de la guerre, Edwards continue son service dans l'armée jusqu'à la fin de 1865 et on lui propose un poste permanent au sein de l'armée régulière. Il refuse, cependant, démissionnant de sa commission le 15 janvier 1866 et quitte le service actif ce jour-là.

## Après la guerre
Après la guerre, Edwards retourne à Warsaw, dans l'Illinois, auprès de sa femme, Ann Eliza Johnston Edwards, qu'il a épousée en septembre 1863 quand il était en congé de l'armée. Ils ont deux enfants, John E. Edwards et Julia Katherine Edwards. Il passe trois ans en tant que receveur de la poste à Warsaw et retourne ensuite au Massachusetts pour poursuivre sa carrière dans l'industrie manufacturière.
En 1870, Edwards est embauché par la Florence Machine Company à Northampton, dans le Massachusetts, et devient finalement surintendant général de la société. Pendant ce temps, Edwards dépose des brevets d'un certain nombre d'inventions comme celle du patin à glace de Florence et le poêle à pétrole de Florence. Il démissionne de son poste de la Florence Machine Company  en 1875 et retourne à Warsaw, où il part en retraite anticipée pendant plusieurs années. Ses plans changent, cependant, quand on lui offre le poste de directeur général de la Gardner Machine and Gun Company en Angleterre en 1882. La société fabrique des mitrailleuses Gardner, qui ont été inventées aux États-Unis, mais dont les droits ont été achetés par l'armée britannique. Edwards dirige la société pendant quelques années, mais sa santé déclinante l'oblige à démissionner et à retourner à Warsaw et prendre sa retraite.
Ses dernières années sont consacrées à la poursuite d'intérêts en matière de loisirs et aussi à soutenir divers organismes tels que la grande armée de la république. Edwards meurt à Warsaw le 28 avril 1904.